# Лаеща жаба
Лаещите жаби (Craugastor augusti) са вид земноводни от семейство Craugastoridae.
Срещат се в голяма част от Мексико и съседни райони на Съединените американски щати.
Таксонът е описан за пръв път от мексиканския биолог Алфредо Духес през 1879 година.

## Подвидове
- Craugastor augusti augusti
- Craugastor augusti cactorum
- Craugastor augusti latrans